# Muiredach mac Ainbcellaich
Muiredach mac Ainbcellaich (mort en 771) fut roi des Scots de Dál Riata de 733 à 736.

## Contexte
Fils aîné d’Ainbcellach mac Ferchair. Selon le Duan Albanach et les listes royales il règne 3 ans au cours desquels il semble s’être opposé à la fois à Alpin mac Echdach du Cenél Gabrain pour le trône de Dalriada et au puissant roi des Pictes Oengus Ier qui voulait assujettir les Scots à son autorité. Les Annales d'Ulster et les Annales de Tigernach résument son règne en deux dates :
- 733 : « Muiredach mac Ainbcellaich assume le pouvoir sur le Cenél Loairn » [2]
- 736 : « la bataille de Cnoc Cairpri en Calatfhos à Etarlinde entre le Dalriada et le Foirtriu. Talogarn mac Fergus (frère du roi Pictes Oengus Ier), poursuit le fils d’Ainbcellach qui prend la fuite. Beaucoup de nobles tombent lors de ce combat » [3].

Il en semble pas que Muiredach périsse lui aussi dans ce combat, mais qu’il se soit réfugié en Irlande  car les Annales des quatre maîtres relèvent  en 771  la mort de Muireadhach, mac Ainbhcheallach. Les listes royales latines lui attribuent cependant un fils et successeur Eòganán mac Muiredaich.